# Federico Cecon
Federico Cecon (* 11. Juni 1994 in Tolmezzo) ist ein ehemaliger italienischer Skispringer.

## Werdegang
Cecon feierte sein Debüt im internationalen Wettbewerb bei zwei Wettbewerben im Rahmen des FIS Cups am 5. und 6. Februar 2011 in Kranj, bei denen er jedoch beim ersten nicht startete und beim zweiten 14. wurde. Nach weiteren Wettbewerben im FIS Cup debütierte er im Oktober desselben Jahres in Oberwiesenthal im Alpencup und erreichte hier die Plätze 53 und 59, nach weiteren guten Wettbewerben im März 2012 im Continental Cup in Predazzo und wurde hier 52. und 53.
Cecon trat in den folgenden Jahren regelmäßig und mäßig erfolgreich im Continental Cup, FIS Cup und Alpencup an, sein bestes Ergebnis war ein fünfter Platz im FIS Cup im August 2013, wieder in Kranj. Nach einem weiteren fünften Platz gewann er noch im selben Monat in Frenštát pod Radhoštěm mit einem dritten Rang seinen ersten Podestplatz im FIS Cup. Nach mehreren gescheiterten Qualifikationen und ein paar Teilnahmen im Teamwettbewerben im Weltcup, debütierte Cecon schließlich im Dezember 2014 mit den Plätzen 42 und 43 in Nischni Tagil im Weltcup. Bei den Nordischen Skiweltmeisterschaften 2015 in Falun erreichte er in den Einzelwettbewerben die Plätze 48 auf der Normalschanze und 49 auf der Großschanze. Mit der Mannschaft wurde er Zwölfter.
Im Sommer 2015 debütierte er im Sommer-Grand-Prix. Mit den Plätzen 40 in Wisła und 41 Courchevel konnte er allerdings keine Punkte holen. Nach dem Sommer 2015 nahm er für mehr als zwei Jahren an keinem Weltcup- oder Grand-Prix-Springen mehr teil. Er startete in diesem Zeitraum bei COC- und FIS-Cup-Wettbewerben. Seine besten Ergebnisse in dieser Zeit waren ein zehnter Rang im COC und eine Podestplatzierung im FIS Cup als Zweiter. Erst im Februar 2018 war er in Willingen wieder Teil des italienischen Weltcup-Aufgebots bei der letzten Weltcup-Station vor den Olympischen Winterspielen 2018. Beim ersten Einzelspringen scheiterte er in der Qualifikation und beim zweiten Springen, für das keine Qualifikation ausgetragen wurde, belegte er Platz 51. Danach nahm er an den Olympischen Winterspielen in Pyeongchang teil und startete dort bei allen drei Wettbewerben. Im Einzelwettbewerb auf der Normalschanze belegte er den 48. Platz und im Einzelwettbewerb auf der Großschanze scheiterte er als 54. in der Qualifikation. Mit der italienischen Mannschaft wurde er auf der Großschanze Elfter.
Ende Januar 2020 sprang er in Rastbüchl als Zweiter erneut auf das Podest in einem FIS-Cup-Wettbewerb. Eine Woche später erreichte er zum ersten Mal seit dem August 2015 wieder eine Top-10-Platzierung im Continental Cup.
Anfang Juni 2020 gab Cecon bekannt, dass er seine aktive Karriere beendet.

## Privates
Federico ist der Sohn der italienischen Skisprunglegende Roberto Cecon. Sein vier Jahre älterer Bruder Zeno ist ebenfalls derselben Sportart nachgegangen, hat jedoch seine Skisprungkarriere bereits beendet. Sein jüngerer Bruder Francesco ist auch als Skispringer aktiv.

## Statistik

### Continental-Cup-Platzierungen
| Saison  | Platz | Punkte |
| ------- | ----- | ------ |
| 2013/14 | 162.  | 07     |
| 2014/15 | 119.  | 32     |
| 2015/16 | 089.  | 55     |
| 2016/17 | 120.  | 33     |
| 2017/18 | 121.  | 24     |
| 2018/19 | 118.  | 21     |
| 2019/20 | 106.  | 37     |